# Alphonse Vigoureux
Pour les articles homonymes, voir Vigoureux.
Alphonse Vigoureux, né le 28 mai 1802 à Aix-la-Chapelle et mort le 17 septembre 1853 à Paris, est un architecte français.

## Biographie
D'abord élève dans l'atelier d'Auguste Guenepin et de l'école des Beaux-Arts en 1824, membre de la Société centrale des architectes. Alors qu'il était inspecteur des eaux de la ville de Paris, il a réalisé entre 1837 et 1845 la fontaine de la Vierge du square Jean-XXIII et la fontaine Cuvier, entre 1840 et 1846,.